# Friedrich Matthäi (Politiker)
Friedrich Matthäi (* 26. September 1822 in Wallertheim; † 6. November 1891 ebenda) war ein hessischer Mühlenbesitzer und Politiker (NLP) und Abgeordneter der 2. Kammer der Landstände des Großherzogtums Hessen.
Friedrich Matthäi war der Sohn des Müllermeisters Leonhard Matthäi und dessen Ehefrau Eva, geborene Rupprecht. Matthäi, der evangelischen Glaubens war, war Mühlenbesitzer in Wallertheim und heiratete Katharina geborene Scheuermann.
Von 1881 bis 1891 gehörte er der Zweiten Kammer der Landstände an. Er wurde für den Wahlbezirk Rheinhessen 5/Wörrstadt gewählt.